# Tully Heads
Tully Heads är en udde i Australien. Den ligger i kommunen Cassowary Coast och delstaten Queensland, omkring 1 300 kilometer nordväst om delstatshuvudstaden Brisbane.
Trakten är glest befolkad. Närmaste större samhälle är Tully, omkring 17 kilometer nordväst om Tully Heads. 
Trakten runt Tully Heads består huvudsakligen av våtmarker. Genomsnittlig årsnederbörd är 1 995 millimeter. Den regnigaste månaden är februari, med i genomsnitt 509 mm nederbörd, och den torraste är augusti, med 20 mm nederbörd.